# Sweetnighter
| 전문가 평가                          | 전문가 평가 |
| 평가 점수                            | 평가 점수   |
| 출처                                 | 점수        |
| ------------------------------------ | ----------- |
| Allmusic                             | [ 1 ]       |
| Christgau's Record Guide             | B           |
| Rolling Stone                        | (not rated) |
| The Rolling Stone Jazz Record Guide  | [ 4 ]       |
| Sputnikmusic                         | 4.5/5       |
| The Penguin Guide to Jazz Recordings | [ 6 ]       |

《Sweetnighter》는 1973년 4월 27일, 컬럼비아 레코드가 발매한 미국의 재즈 퓨전 밴드 웨더 리포트의 세 번째 스튜디오 음반이다.
이 밴드는 같은 해 2월에 5일간 녹음을 했다. 이 음반은 창립 멤버 미로슬라프 비토우스가 베이시스트로 참여한 마지막 음반이 될 예정이었다.

## 배경
조 자비눌은 밴드의 라이브 공연을 특징짓는 집단 즉흥 연주에서 벗어나 펑크와 그루브를 강조하는 보다 구조화된 작곡으로 방향을 틀며 밴드의 더 큰 통제권을 주장하기 시작했다. 이는 이 음반의 두 개의 지배적인 트랙인 〈Boogie Woogie Waltz〉와 〈125th Street Congress〉와 마지막 곡인 〈Non-Stop Home〉으로 대표된다. 《Sweetnighter》는 더 개방적이고 즉흥적인 초기 스타일 사이의 간격을 더 작곡적으로 구조화된 형식으로 연결했기 때문에 밴드에 의한 가장 스타일리시한 음반으로 간주된다. 또한, 전기 베이스의 더 두드러진 사용은 여기서 분명하다. 자비눌은 밴드의 사운드에 펑키한 비트를 추가하기로 결정했고, 드러머 허셜 리빙햄과 타악기 연주자 무루가 부커를 음반에 영입했다. 앤드루 화이트는 잉글리시 호른을 연주하기 위해 고용되었지만, 음반의 세 트랙을 위한 베이스도 다루었다.
《Sweetnighter》는 미국 코네티컷주의 한 녹음 스튜디오에서 일주일도 안 되어 녹음되었고, 1973년 4월에 발매되었다.

## 곡 목록
| #  | 제목                      | 작곡                | 재생 시간 |
| -- | ------------------------- | ------------------- | --------- |
| 1. | 〈Boogie Woogie Waltz〉   | 조 자비눌           | 13:06     |
| 2. | 〈Manolete〉              | 웨인 쇼터           | 5:58      |
| 3. | 〈Adios〉                 | 자비눌              | 3:02      |
| 4. | 〈125th Street Congress〉 | 자비눌              | 12:16     |
| 5. | 〈Will〉                  | 미로슬라브 비토우스 | 6:22      |
| 6. | 〈Non-Stop Home〉         | 쇼터                | 3:53      |